# Via ferrata Ventricini
La Via ferrata Ventricini è una via ferrata posta sul versante nord-orientale del Corno Piccolo (massiccio del Gran Sasso d'Italia), in provincia di Teramo, nel territorio del comune di Pietracamela.